# Hectomare
Hectomare ist eine französische Gemeinde mit 216 Einwohnern (Stand: 1. Januar 2022) im Département Eure in der Region Normandie (vor 2016 Haute-Normandie). Die Gemeinde gehört zum Arrondissement Bernay (bis 2017: Arrondissement Évreux) und zum Kanton Le Neubourg. Die Einwohner werden Hectomariens genannt.

## Geografie
Hectomare liegt in Nordfrankreich etwa 25 Kilometer nordwestlich von Évreux. Umgeben wird Hectomare von den Nachbargemeinden Amfreville-Saint-Amand im Norden und Nordwesten, Fouqueville im Norden und Nordosten, Crestot im Osten und Nordosten, Iville im Süden sowie Le Troncq im Westen.

## Bevölkerungsentwicklung
| Jahr                      | 1793 | 1851 | 1886 | 1921 | 1962 | 1968 | 1975 | 1982 | 1990 | 1999 | 2006 | 2013 |
| ------------------------- | ---- | ---- | ---- | ---- | ---- | ---- | ---- | ---- | ---- | ---- | ---- | ---- |
| Einwohner                 | 315  | 224  | 172  | 133  | 127  | 138  | 144  | 138  | 166  | 184  | 209  | 228  |
| Quelle: Cassini und INSEE |      |      |      |      |      |      |      |      |      |      |      |      |

## Sehenswürdigkeiten

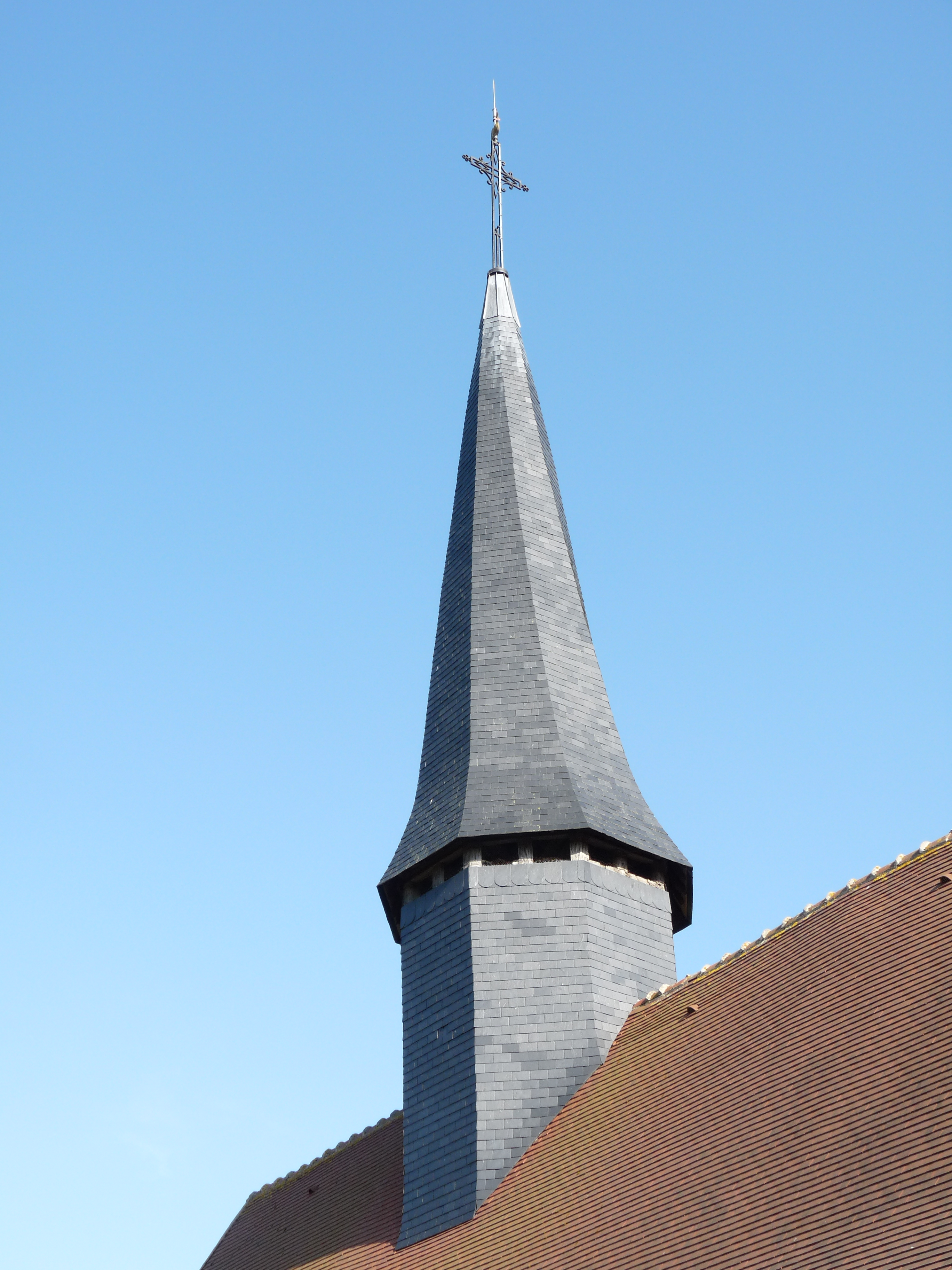
Dachreiter der Kirche Saint-Taurin

- Kirche Saint-Taurin